# 内藤義概
内藤 義概（ないとう よしむね）は、江戸時代前期の大名。初名は頼長。陸奥国磐城平藩の第3代藩主。官位は従四位下・左京大夫。延岡藩内藤家宗家3代。

## 生涯

### 藩主として
元和5年（1619年）9月15日、磐城平藩第2代藩主・内藤忠興の長男として誕生。
寛文10年（1670年）12月3日、父の隠居により家督を継ぐ。このとき、弟・遠山政亮に1万石を分与して湯本藩（のちの湯長谷藩）を立藩させた。藩政においては領内に防風林を植樹したり、仏閣や寺社の再建に励んだ。また、奥州俳壇の始祖と呼ばれるほどの教養人であり、和歌の方面では「夜の錦」、「桜川」、「信太の浮鳥」、「六百番俳諧発句集」、「六百番勝負付」、「七十番句会」など、多くの著作を残している。また、儒学者の葛山為篤に命じて磐城風土記の編纂に当たらせた。また近世箏曲の父と言われる八橋検校を専属の音楽家として五人扶持で召し抱えたこともあり、八橋の作品には義概の作詞になる曲もあるという。
『土芥寇讎記』の息子義孝の項目に拠れば、「父（義概）は酒宴を好み、女色に耽る」とされている。

### 小姓騒動
義概の跡継ぎ候補には次男の義英、三男の義孝がいた（長男の義邦は早世）。
晩年の義概は俳句に耽溺して次第に藩政を省みなくなり、藩政の実権を小姓出身の家老・松賀族之助（木下重堅の孫）に任せていた。しかし松賀は己の権勢だけを考えた藩政を行い、領民に対して重税を強いて苦しめた。野心旺盛な松賀はさらに、自分の息子を藩主にすることを画策し、美貌の妻を義概の側室として差し出した。松賀の妻はこの時既に妊娠していたが、松賀はこれをひた隠し、義概は大した疑いも持たずに彼女を側室にした。
病弱だがそれなりに有能であった藩主候補の義英は、松賀にとっては邪魔な存在であったため、松賀は義英の排除を画策した。義英を酒色で堕落させようとしたが、これに失敗した松賀は次に、義概に対し義英を讒言した。
義英と親しい浅香十郎左衛門は、松賀の専横を憂慮してその排除を企んだが、計画が漏れて捕らえられた。これを好機と見た松賀は義概に対し、「義英が義孝を殺して、自分が跡継ぎになろうとしている」と讒言した。もともと義孝は義概が50歳を越えてから生まれた息子だったため、義概はこの息子を溺愛しており、義英を差し置いて跡継ぎにしたいと考えていたこともあり、義概はこの讒言を鵜呑みにすることで、浅香を切腹に処し、義英も病弱を理由に廃嫡して蟄居処分にした。
松賀はさらに義孝も暗殺し、義概の側室が生んだ、つまり自分の子を義概の跡継ぎにして藩主に据えようと画策したが、延宝8年（1680年）4月、松賀の専横を憎む小姓衆の大胡勝之進、山本金之丞、山口岡之助、井家九八郎、篠崎友之助らの5人によって、松賀の腹心であった山井八郎右衛門夫婦が殺害されたため、この計画は失敗に終わった。これら一連の事件の通称を「小姓騒動」といい、小姓の5人も後に切腹・自殺した。
松賀の主家乗っ取り計画は頓挫したものの、この騒動の影響はその後も続いた。

### 死
貞享2年（1685年）9月19日に死去した。享年67。跡を義孝が継いだ。
辞世は春秋の、詠めもけふは、つきはてぬ。我世暮れゆく、鐘の響きに。

## 系譜[1]
- 父：内藤忠興
- 母：香具姫（-寛文13年8月6日）：小山田信茂の孫で養女。法名は天光院殿照誉玄心月山大姉
- 正室：松平忠国の娘（-万治2年8月29日）：法名は黄梅院殿鏡誉円清春玉大姉
  - 長男：内藤義邦（1637-1665）
  - 次男：内藤義英（1655-1733）
  - 長女：早世
  - 次女：ふし姫：小出英安正室
  - 三女：梅姫：岡部長泰正室

- 継室：三条実秀の娘（-寛文9年8月29日）：法名は廓法院殿然誉秋悟円性大禅尼
  - 三男：内藤義孝（1669-1713）：磐城平藩4代藩主

- 側室：松賀族之助の娘

- 養女：通姫：山角藤兵衛定勝(山角勝成の嫡男、1611-1676)の娘。平岡頼重に嫁ぐ。